# Рубікон (телесеріал)
«Рубікон» (англ. Rubicon) — американський телесеріал, що було створено Джейсоном Горвічем і продюсовано Генрі Бромеллем, у головних ролях Джеймс Бедж Дейл, Лорен Годжес, Даллас Робертс, Крістофер Еван Велч та інші. 11 листопада 2010 року AMC оголосила, що не буде продовжувати серіал на 2 сезон.

## Сюжет
Вілл Траверс працює аналітиком в Інституті Американської Політики, що у Нью-Йорку. Недавно його керівник загинув і Вілл береться розлідувати обставини смерті. Це приводить його до великої змови і таємного товариства, що заробляє гроші на війнах.

## У ролях
| Актор               | Персонаж                                             | Роль |
| ------------------- | ---------------------------------------------------- | --- |
| Джеймс Бедж Дейл    | Вілл Траверс (англ. Will Travers)                    | лідер команди аналітиків в аналітичному центрі API (англ. American Policy Institute, укр. Інститут Американської Політики) |
| Крістофер Еван Велш | Ґрант Тест (англ. Grant Test)                        | найстарший член команди Вілла, замість нього головним було призначено Вілла                                                |
| Даллас Робертс      | Майлс Фідлер (англ. Miles Fiedler)                   | член команди Вілла |
| Лорен Годжес        | Таня МакҐаффін (англ. Tanya MacGaffin)               | наймолодша аналітик у групі Вілла                                                                                          |
| Джессі Коллінз      | Марґарет «Меґґі» Янґ (англ. Margaret "Maggie" Young) | секретар Вілла |
| Арлісс Говард       | Кейл Інґрам (англ. Kale Ingram)                      | керівник Вілла в API |
| Міранда Річардсон   | Кетрін Румор (англ. Katherine Rhumor)                | вдова бізнесмена Тома Румора, що самостійно розлідує його самогубство                                                      |

## Список епізодів
| #  | Назва                                       | Режисер                        | Сценарист                                                   | Дата прем'єри                | К-сть переглядів в США (у мільйонах) |
| -- | ------------------------------------------- | ------------------------------ | ----------------------------------------------------------- | ---------------------------- | ------------------------------------ |
| 1  | Gone in the Teeth                           | Аллен Колтер Allen Coulter     | Джейсон Горвіч Jason Horwitch                               | 16 липня 2010, 1 серпня 2010 | 1,072, 2,004                         |
| 2  | Перший день у школі The First Day of School | Ґай Ферланд Guy Ferland        | Джейсон Горвіч, Генрі Бромель Jason Horwitch, Henry Bromell | 1 серпня 2010                | 1,903                                |
| 3  | Кінці у воду Keep the Ends Out              | Джеремі Подесва Jeremy Podeswa | Майкл Отіс Палмер Michael Oates Palmer                      | 8 серпня 2010                | 1,198                                |
| 4  | Чужак The Outsider                          | Джеремі Подесва Jeremy Podeswa | Річард Е. Роббінс Richard E. Robbins                        | 15 серпня 2010               | 1,183                                |
| 5  | Зв'яжи кінці Connect the Dots               | Нік Ґомес Nick Gomez           | Ніколь Бітті Nichole Beattie                                | 22 серпня 2010               | 1,140                                |
| 6  | Подивись на мурах Look to the Ant           | Сітт Манн Seith Mann           | Зак Ведон Zack Whedon                                       | 29 серпня 2010               | 1,306                                |
| 7  | Правда для Вілла The Truth Will Out         | Алік Шахаров Alik Sakharov     | Еліза Кларк Eliza Clark                                     | 5 вересня 2010               | 1,271                                |
| 8  | Упійманий на гарячому Caught in the Suck    | Ед Б'янкі Ed Bianchi           | Блейк Мастерс Blake Masters                                 | 12 вересня 2010              | 1,115                                |
| 9  | У чоловіків немає честі No Honesty in Men   | Алан Тейлор Alan Taylor        | Еліза Кларк Eliza Clark                                     | 19 вересня 2010              | 1,031                                |
| 10 | Кому ми довіряємо In Whom We Trust          | Кейт Ґордон Keith Gordon       | Ніколь Бітті Nichole Beattie                                | 26 вересня 2010              | 0,970                                |
| 11 | Робота хорошого дня A Good Day's Work       | Бред Андерсон Brad Anderson    | Зак Ведон Zack Whedon                                       | 3 жовтня 2010                | 0,997                                |
| 12 | Примхливі сини Wayward Sons                 | Майкл Словіс Michael Slovis    | Річард Е. Роббінс Richard E. Robbins                        | 10 жовтня 2010               | 1,260                                |
| 13 | Ти ніколи не переможеш You Never Can Win    | Генрі Бромелль Henry Bromell   | Генрі Бромелль Henry Bromell                                | 17 жовтня 2010               | 1,042                                |

## Показ в Україні
В Україні серіал показувався телеканалом ICTV, на його замовлення студією «Так Треба Продакшн» було зроблено переклад та закадрове озвучення.

## Сприйняття

### Критика
Фільм отримав загалом позитивні відгуки: Internet Movie Database дав оцінку 7,4/10 (6 771 голос), Metacritic — 69/100 (28 відгуків критиків) і 8,1/10 від глядачів (115 голосів).

### Нагороди і номінації[21]
| Рік  | Нагорода                 | Категорія             | Номінант                                           | Результат |
| ---- | ------------------------ | --------------------- | -------------------------------------------------- | --------- |
| 2011 | Прайм-тайм премія «Еммі» | Видатний дизайн назви | Кара МакКенні, Джеремі Кокс, Керін Фонґ, Тео Дейлі | Номінація |